# Lądowisko Kraków-Szpital im. Jana Pawła II
Lądowisko Kraków-Szpital im. Jana Pawła II – lądowisko sanitarne w Krakowie, w województwie małopolskim, położone przy ul. Prądnickiej 80. Przeznaczone jest do wykonywania startów i lądowań śmigłowców sanitarnych i ratowniczych w dzień i w nocy o dopuszczalnej masie startowej do 5700 kg.
Zarządzającym lądowiskiem jest Krakowski Szpital Specjalistyczny im. Jana Pawła II w Krakowie. W roku 2013 zostało wpisane do ewidencji lądowisk Urzędu Lotnictwa Cywilnego pod numerem 216.